# Brzozów Stary
Brzozów Stary [ˈbʐɔzuf ˈstarɨ] est un village polonais de la gmina de Iłów dans le powiat de Sochaczew et dans la voïvodie de Mazovie.
Il se situe à environ 5 kilomètres au sud d'Iłów, à 16 kilomètres au nord-ouest de Sochaczew et à 66 kilomètres à l'ouest de Varsovie.